# Chiesa di Santa Lucia (Livorno)

La chiesa in una vecchia foto

La chiesa di Santa Lucia è un luogo di culto di Livorno, ubicato presso il quartiere di Antignano.

## Storia
Alcune fonti attestano la presenza di una chiesa ad Antignano sin da epoca medioevale: un documento del 1172 dimostrerebbe il passaggio della stessa tra le proprietà dell'Ospedale di San Leonardo di Stagno.
Nel 1370, secondo le medesime fonti, la chiesa fu restaurata, come riportato in una lapide esposta all'interno dell'attuale edificio.
Tuttavia, studi più recenti, hanno respinto questa tesi, sottolineando l'inattendibilità di quanto riportato nella lapide. La chiesa infatti risalirebbe al 1575, quando fu consacrata ai santi Cosimo e Damiano per servire il Castello di Antignano, costruito circa un decennio prima.
Nel 1799 ottenne il titolo di pieve di Santa Lucia, che in precedenza era stato assunto dalla chiesa di Santa Maria di Montenero a seguito della demolizione della chiesa di Santa Lucia di Ardenza.
Negli ultimi anni del Novecento l'abitato è stato dotato di una nuova e più ampia chiesa, posta tra il nucleo antico di Antignano e la zona di Banditella.

## Descrizione
La chiesa sorge all'interno del Castello di Antignano.
Si tratta di un edificio di dimensioni modeste, a sviluppo longitudinale, affiancato da un elegante campanile risalente al 1880.
La facciata è su due ordini: nel registro inferiore si apre il portale d'accesso, mentre nella parte superiore, chiusa all'estremità da un frontone, è presente un rosone cieco.
L'interno, coperto da una volta a botte, è preceduto da una cantoria posta sopra l'ingresso principale. A croce latina, l'edificio è chiuso da un'abside rettangolare dove si innalza l'altare maggiore dedicato a santa Lucia.
Da segnalare il bronzo dell'Ultima Cena e San Francesco, opere d'arte contemporanea del livornese Antonio Vinciguerra, che pure ha lavorato nella nuova chiesa di Banditella.